# Страшево (Польша)
Страшево (пол. Straszewo) — деревня в Польше,  в Куявско-Поморском воеводстве, в Александрувским повяте, в  гмине Конецк. Расположенa в северно-центральном регионе страны, в 10 километрах к юго от Александрова и в 28 километрах к юго от Торуня. Впервые упомянута в 1250 г.
В Страшево родился святой мученик Владислав Демский.
По данным на 2004 год, население составляет ок. 430  жителей.